# چگونه یک ذهن درست کنیم
چگونه یک ذهن درست کنیم (انگلیسی: How to Create a Mind) راز ذهن انسان است که در یک کتاب غیرتاریخی دربارهٔ مغز، چه از نظر طبیعی و چه مصنوعی آن را که توسط دانشمند، مخترع وآینده نگر، ری کورویل مورد بحث قرار داده شده. اولین بار در تاریخ ۱۳ نوامبر ۲۰۱۲ یک جلد آن توسط مؤسسه انتشاراتی وایکینگ منتشر شد و در نیویورک تایمز به عنوان پرفروش‌ترین کتاب معرفی شد؛ و پس از آن در «واشینگتن پست»، «نیویورک تایمز» و «نیویورکر» نیز منعکس شد.
کتاب فوق توسط امیر لطیفی به فارسی برگردان شده و توسط انتشارات رُزا به چاپ رسیده.
شماره شابک 8-753436-622-978
شماره کتابشناسی ملی: 7426018
رده بندی دیوبی: 82/612
رده بندی کنگره: 385QP